# Artur Xexéo
Artur Oscar Moreira Xexéo (Rio de Janeiro, 5 de novembro de 1951 — Rio de Janeiro, 27 de junho de 2021) foi um jornalista, escritor, tradutor e dramaturgo brasileiro.

## Biografia
Formado em Comunicação pela Facha — depois de ter largado no terceiro ano o curso de Engenharia da PUC-RJ — iniciou a carreira jornalística em meados de 1975, como estagiário da editoria de Geral no Jornal do Brasil (RJ). Trabalhou nas revistas Veja São Paulo e Isto É (SP). Voltou ao JB em 1985, como subeditor de Cultura. Passou a editor da revista Domingo, depois do Caderno B, mais adiante, de Cidade. Chegou à Subsecretaria de Redação, acumulando a atividade com a função de colunista. Manteve uma coluna no jornal O Globo (RJ), onde, por muito tempo, exerceu a função de editor do Segundo Caderno. Segundo Xexéo a notícia mais difícil que já deu na vida foi a morte de Elis Regina de quem era fã. Escreveu, também, um blog no site do jornal – o Blog do Xexéo. Foi comentarista da rádio CBN (RJ) e do Estúdio i, do canal GloboNews (RJ).
Em junho de 2021, fora diagnosticado com um Linfoma não Hodgkin de células T, em estágio avançado, vindo a falecer no dia 27 do mesmo mês, aos 69 anos de idade.

## Livros publicados
- Janete Clair - A usineira dos sonhos – (Relume Dumará, 1996)
- Liberdade de Expressão – (Futura, 2003), com Carlos Heitor Cony e Heródoto Barbeiro
- O torcedor acidental – (Rocco, 2010)
- Hebe: A Biografia – (Best Seller, 2017)
- Gilberto Braga: O Balzac da Globo - Vida e obra do autor que revolucionou as novelas brasileiras - (Intrínseca - 2024), com Mauricio Stycer

## Dramaturgia
No teatro, traduziu o espetáculo musical "Xanadu", dirigido por Miguel Falabella; escreveu "A Garota do Biquíni Vermelho", dirigido por Marília Pêra; e "Nós sempre teremos Paris", com Françoise Forton e Tadeu Aguiar, dirigido por Jacqueline Laurence. Em 2013, escreveu o musical "Um Natal pra nós dois" para ser interpretado por Gottcha e Tadeu Aguiar, com encenação de Jacqueline Laurance. Em 2016, traduziu o espetáculo "Love Story, o musical", dirigido por Tadeu Aguiar e escreveu o musical "Cartola - o mundo é um moinho". Em 2018, Xexéo escreveu o musical "Minha Vida Daria Um Bolero". Em 2019, traduziu o musical "A cor púrpura, o musical", de Brenda Russell, Allee Willis e Stephen Bray, baseado no livro de Alice Walker, que teve direção de Tadeu Aguiar. Em 2020, escreveu o musical "19 maneiras de dizer eu te amo", para ser encenado e interpretado por Tadeu Aguiar - a estreia do espetáculo aconteceu em 2021 no formato online (em função da pandemia de Covid 19) e só pode estrear em formato presencial em 2022, no Teatro dos Quatro.

## Vida pessoal
Xexéo foi torcedor do Fluminense e da escola de samba Unidos de Vila Isabel. O escritor foi casado por mais de 30 anos com Paulo Severo.

## Homenagem
Em sua memória foi inaugurada, no dia dia 25 de setembro de 2021, numa cerimônia que contou com a presença do prefeito Eduardo Paes, uma placa na Praça Edmundo Bittencourt, no bairro Peixoto, em Copacabana onde o jornalista Artur Xexéo, falecido em junho de 2021, morou grande parte de sua vida. A obra traz uma pintura do rosto de Xexéo, além de um texto informativo sobre sua biografia.